# Tigaiga
Tigaiga este o arie protejată (arie de protecție specială avifaunistică — SPA) din Spania întinsă pe o suprafață de 641,05 ha, integral pe uscat.

## Localizare
Centrul sitului Tigaiga este situat la coordonatele 28°22′24″N 16°36′56″W / 28.3734°N 16.6155°V.

## Înființare
Situl Tigaiga a fost declarat arie de protecție specială avifaunistică în octombrie 2022 pentru a proteja 13 specii de animale.

## Biodiversitate
Situată în ecoregiunea , aria protejată nu include niciun habitat protejat.
La baza desemnării sitului se află mai multe specii protejate de  păsări (13): uliu păsărar (Accipiter nisus granti), Bulweria bulwerii, Calonectris borealis, Columba bollii, Columba junoniae, Dendrocopos major canariensis, egretă mică (Egretta garzetta), șoim călător (Falco peregrinus), Fringilla teydea, vultur pescar (Pandion haliaetus), Puffinus lherminieri, chiră de baltă (Sterna hirundo), turturică (Streptopelia turtur).